# Englische Rugby-Union-Meisterschaft 2000/01
Die Saison 2000/01 von Premiership Rugby war die 14. Saison der obersten Spielklasse der englischen Rugby-Union-Meisterschaft. Aus Sponsoringgründen trug sie den Namen Zurich Premiership. Sie begann am 19. August 2000, umfasste 22 Spieltage (je eine Vor- und Rückrunde) und dauerte bis zum 14. April 2001. Die Bestplatzierten der regulären Saison, die Leicester Tigers, gewannen zum fünften Mal die Meisterschaft. Im Anschluss daran trugen die acht besten Mannschaften bis zum 13. Mai 2001 das K.-o.-Turnier Zurich Championship aus, das aber nicht mehr zur Ermittlung des Meistertitels diente. Der Rotherham RUFC stieg am Ende der Saison ab.

## Zurich Premiership

### Tabelle
M: Letztjähriger Meister

P: Promotion (Aufsteiger) aus der National Division One
|     | Team                 | Spiele | Siege | Unent. | Ndlg. | Spiel- punkte | Diff. | Bonus- punkte | Tabellen- punkte |
| --- | -------------------- | ------ | ----- | ------ | ----- | ------------- | ----- | ------------- | ---------------- |
| 01. | Leicester Tigers (M) | 22     | 18    | 1      | 3     | 571:346       | + 225 | 8             | 82               |
| 02. | London Wasps         | 22     | 16    | 0      | 6     | 663:428       | + 235 | 10            | 74               |
| 03. | Bath Rugby           | 22     | 14    | 0      | 8     | 680:430       | + 250 | 14            | 70               |
| 04. | Northampton Saints   | 22     | 13    | 0      | 9     | 518:463       | + 109 | 7             | 59               |
| 05. | Saracens             | 22     | 12    | 0      | 10    | 589:501       | + 88  | 10            | 58               |
| 06. | Newcastle Falcons    | 22     | 11    | 0      | 11    | 554:568       | − 14  | 13            | 57               |
| 07. | Gloucester RFC       | 22     | 10    | 0      | 12    | 473:526       | − 53  | 8             | 48               |
| 08. | London Irish         | 22     | 10    | 1      | 11    | 476:576       | − 100 | 3             | 45               |
| 09. | Bristol Rugby        | 22     | 9     | 1      | 12    | 443:492       | − 49  | 6             | 44               |
| 10. | Sale Sharks          | 22     | 8     | 1      | 13    | 561:622       | − 61  | 9             | 43               |
| 11. | Harlequins           | 22     | 7     | 0      | 15    | 440:538       | − 98  | 10            | 38               |
| 12. | Rotherham RUFC (P)   | 22     | 2     | 0      | 20    | 335:813       | − 478 | 4             | 12               |

Die Punkte wurden wie folgt verteilt:
- 4 Punkte bei einem Sieg
- 2 Punkte bei einem Unentschieden
- 0 Punkte bei einer Niederlage (vor möglichen Bonuspunkten)
- 1 Bonuspunkt für vier oder mehr erfolgreiche Versuche, unabhängig vom Endstand
- 1 Bonuspunkt bei einer Niederlage mit weniger als sieben Punkten Unterschied

### Playoff (Zurich Championship)
Viertelfinale
| 28. April 2001 | Leicester Tigers | 24 : 11 | London Irish | Welford Road Stadium, Leicester |
| 28. April 2001 |                  |         |              | Welford Road Stadium, Leicester |

| 28. April 2001 | Bath Rugby | 18 : 9 | Newcastle Falcons | Recreation Ground, Bath |
| 28. April 2001 |            |        |                   | Recreation Ground, Bath |

| 28. April 2001 | Northampton Saints | 45 : 17 | Saracens | Franklin’s Gardens, Northampton |
| 28. April 2001 |                    |         |          | Franklin’s Gardens, Northampton |

| 29. April 2001 | London Wasps | 18 : 6 | Gloucester RFC | Loftus Road, London |
| 29. April 2001 |              |        |                | Loftus Road, London |

Halbfinale
| 5. Mai 2001 | Leicester Tigers | 17 : 13 | Northampton Saints | Welford Road Stadium, Leicester |
| 5. Mai 2001 |                  |         |                    | Welford Road Stadium, Leicester |

| 5. Mai 2001 | London Wasps | 31 : 36 | Bath Rugby | Loftus Road, London |
| 5. Mai 2001 |              |         |            | Loftus Road, London |

Finale
| 13. Mai 2001 | Bath Rugby                                                                  | 10 : 22       | Leicester Tigers                                                                                                   | Twickenham Stadium, London Zuschauer: 33.500 Schiedsrichter: Steve Lander |
| 13. Mai 2001 | Versuche: Thirlby 78. erh. Erhöhungen: Perry (1) Straftritte: Perry (1) 21. | (3:7) Bericht | Versuche: Johnson 25. erh. Healey 49. erh. Stanley 67. erh. Erhöhungen: Stimpson (2) Straftritte: Stimpson (1) 44. | Twickenham Stadium, London Zuschauer: 33.500 Schiedsrichter: Steve Lander |

## National Division One
Die Saison der zweiten Liga (National Division One) umfasste 26 Spieltage (je eine Vor- und Rückrunde). Die bestplatzierte Mannschaft Rotherham RUFC durfte nicht aufsteigen, da das Stadion nicht den Anforderungen entsprach. Absteigen mussten der Orrell RUFC und der Waterloo RFC.
Tabelle

P: Promotion (Aufsteiger) aus der National Division Two

R: Relegation (Absteiger) aus der Premiership
|     | Team                          | Spiele | Siege | Unent. | Ndlg. | Spiel- punkte | Diff. | Bonus- punkte | Tabellen- punkte |
| --- | ----------------------------- | ------ | ----- | ------ | ----- | ------------- | ----- | ------------- | ---------------- |
| 01. | Leeds Tykes                   | 26     | 24    | 0      | 2     | 1032:407      | + 625 | 20            | 116              |
| 02. | Worcester Warriors            | 26     | 23    | 1      | 2     | 844:387       | + 457 | 18            | 112              |
| 03. | Exeter Chiefs                 | 26     | 14    | 0      | 12    | 677:563       | + 114 | 15            | 71               |
| 04. | Wakefield RFC                 | 26     | 15    | 0      | 11    | 568:503       | + 65  | 10            | 70               |
| 05. | Coventry RFC                  | 26     | 14    | 0      | 12    | 565:604       | − 39  | 10            | 66               |
| 06. | London Welsh                  | 26     | 13    | 0      | 13    | 525:616       | − 91  | 12            | 64               |
| 07. | Henley RFC                    | 26     | 12    | 2      | 12    | 517:589       | − 72  | 10            | 62               |
| 08. | Manchester RC                 | 26     | 12    | 0      | 14    | 471:549       | − 78  | 5             | 53               |
| 09. | Birmingham & Solihull RFC (P) | 26     | 7     | 5      | 14    | 427:481       | − 54  | 10            | 48               |
| 10. | Moseley RFC                   | 26     | 9     | 2      | 15    | 497:646       | − 149 | 7             | 47               |
| 11. | Bedford Blues (R)             | 26     | 9     | 1      | 16    | 463:616       | − 153 | 9             | 47               |
| 12. | Otley RUFC (P)                | 26     | 9     | 0      | 16    | 455:630       | − 175 | 8             | 46               |
| 13. | Orrell RUFC                   | 26     | 8     | 1      | 17    | 437:661       | − 224 | 12            | 46               |
| 14. | Waterloo RFC                  | 26     | 6     | 1      | 19    | 450:676       | − 226 | 9             | 35               |

Die Punkte wurden wie folgt verteilt:
- 4 Punkte bei einem Sieg
- 2 Punkte bei einem Unentschieden
- 0 Punkte bei einer Niederlage (vor möglichen Bonuspunkten)
- 1 Bonuspunkt für vier oder mehr erfolgreiche Versuche, unabhängig vom Endstand
- 1 Bonuspunkt bei einer Niederlage mit weniger als sieben Punkten Unterschied